# (10049) Vorovich
(10049) Vorovich (1986 TZ11) – planetoida z grupy pasa głównego asteroid okrążająca Słońce w ciągu 5,5 lat w średniej odległości 3,12 j.a. Odkryta 3 października 1986 roku.